# 2622 Bolzano
A 2622 Bolzano (ideiglenes jelöléssel 1981 CM) a Naprendszer kisbolygóövében található aszteroida. Ladislav Brožek fedezte fel 1981. február 9-én.